# Railroad Museum of Pennsylvania
Le Railroad Museum of Pennsylvania est un musée ferroviaire américain. Le musée est administré par le Pennsylvania historical and museum commission et soutenu par les Amis du musée ferroviaire.
Le musée possède dans sa collection plus de cent locomotives et wagons à valeur historique qui retracent l'aventure ferroviaire américaine. Son directeur est Charles Fox.

## Galerie de photos

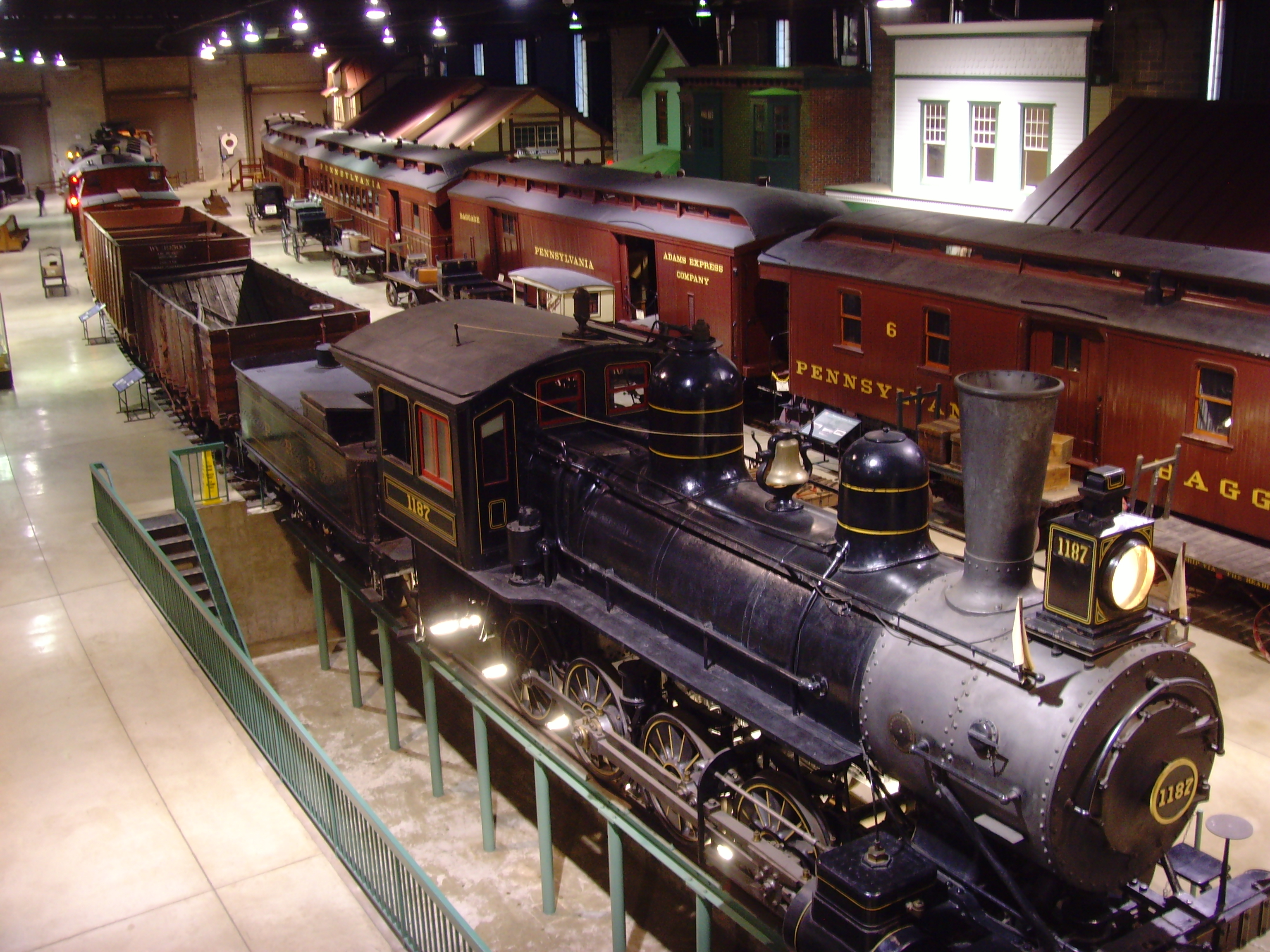
Type H3 (2-8-0), 1888
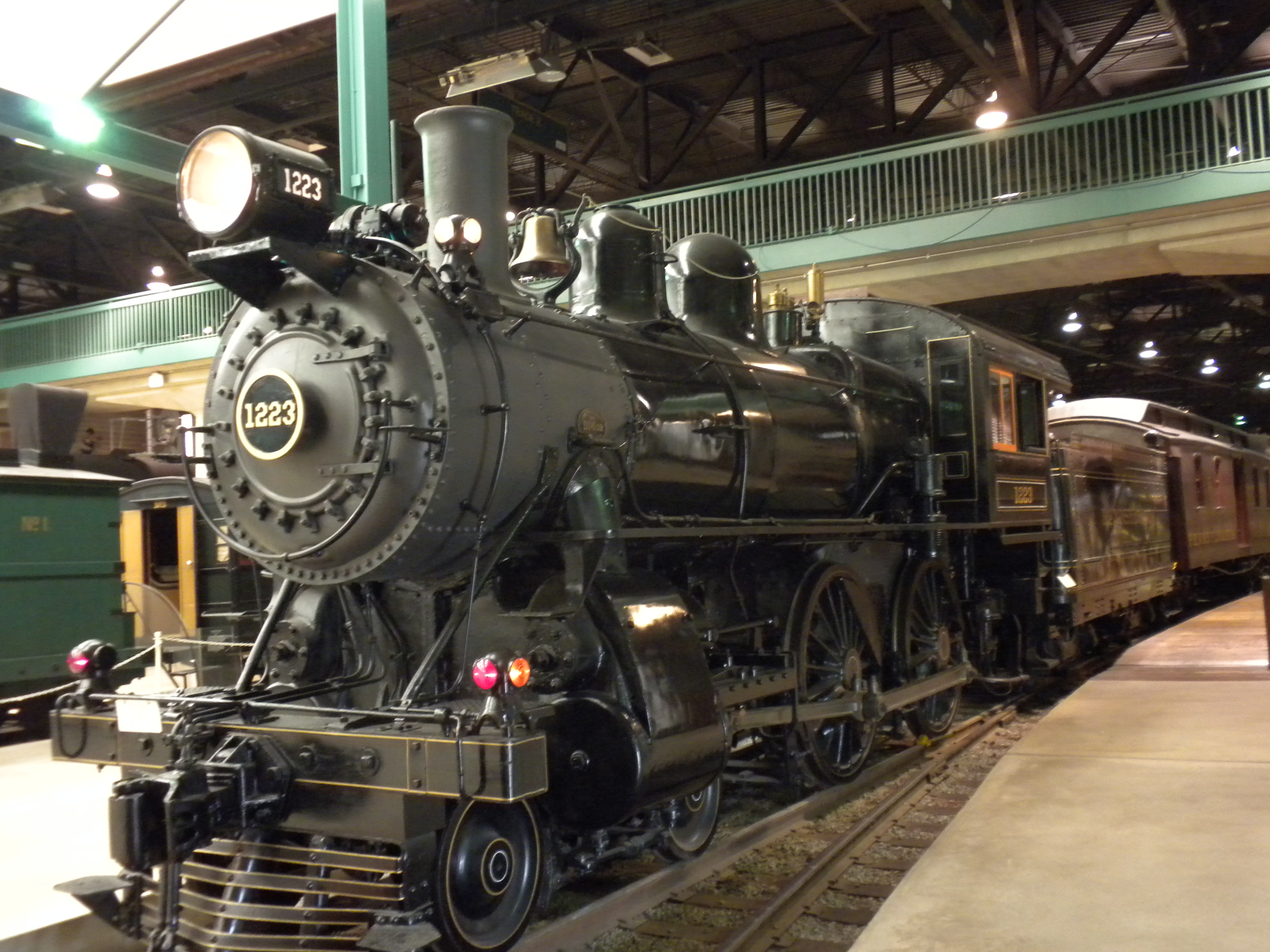
D16SB (4-4-0), 1905
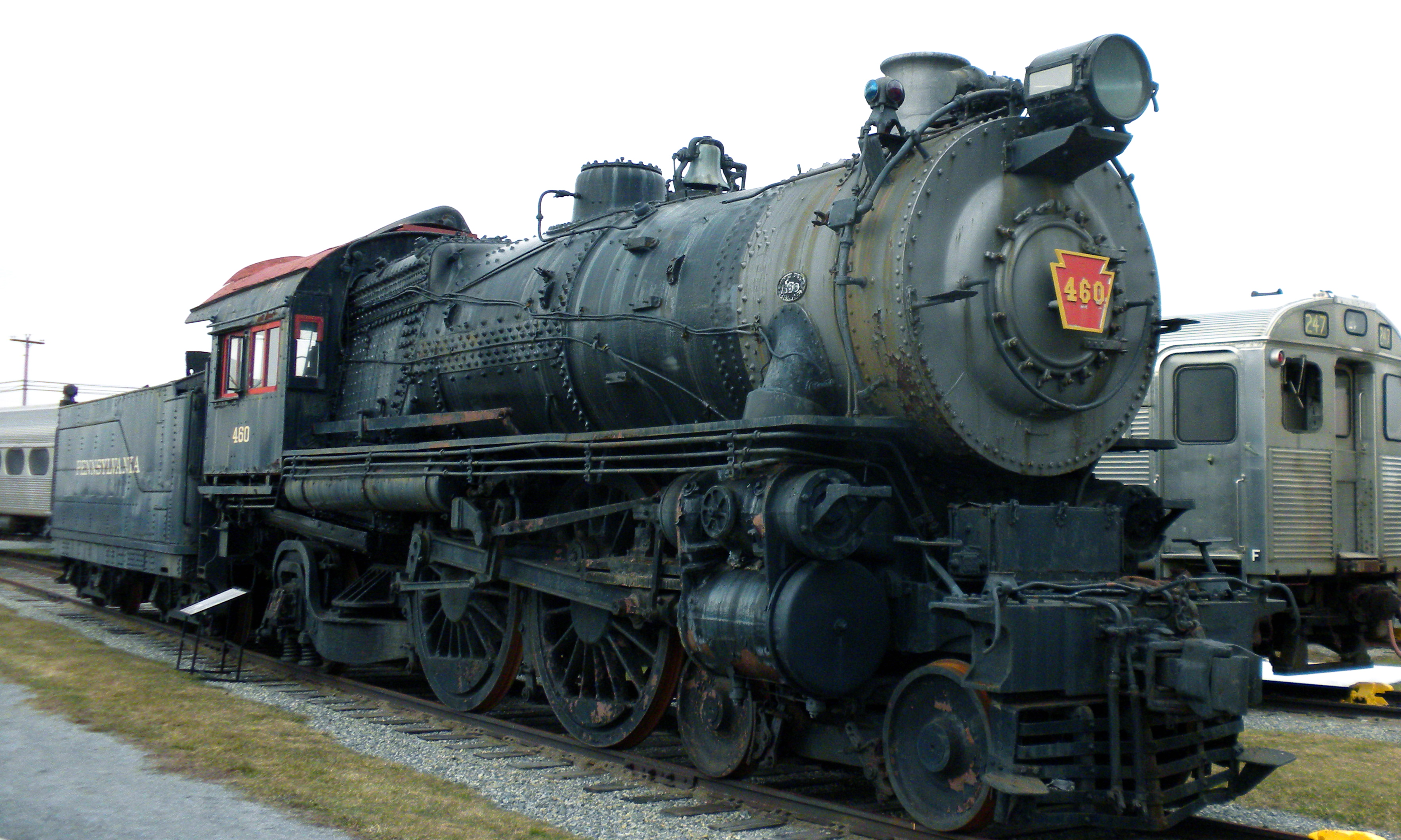
Type E6S (4-4-2), 1914
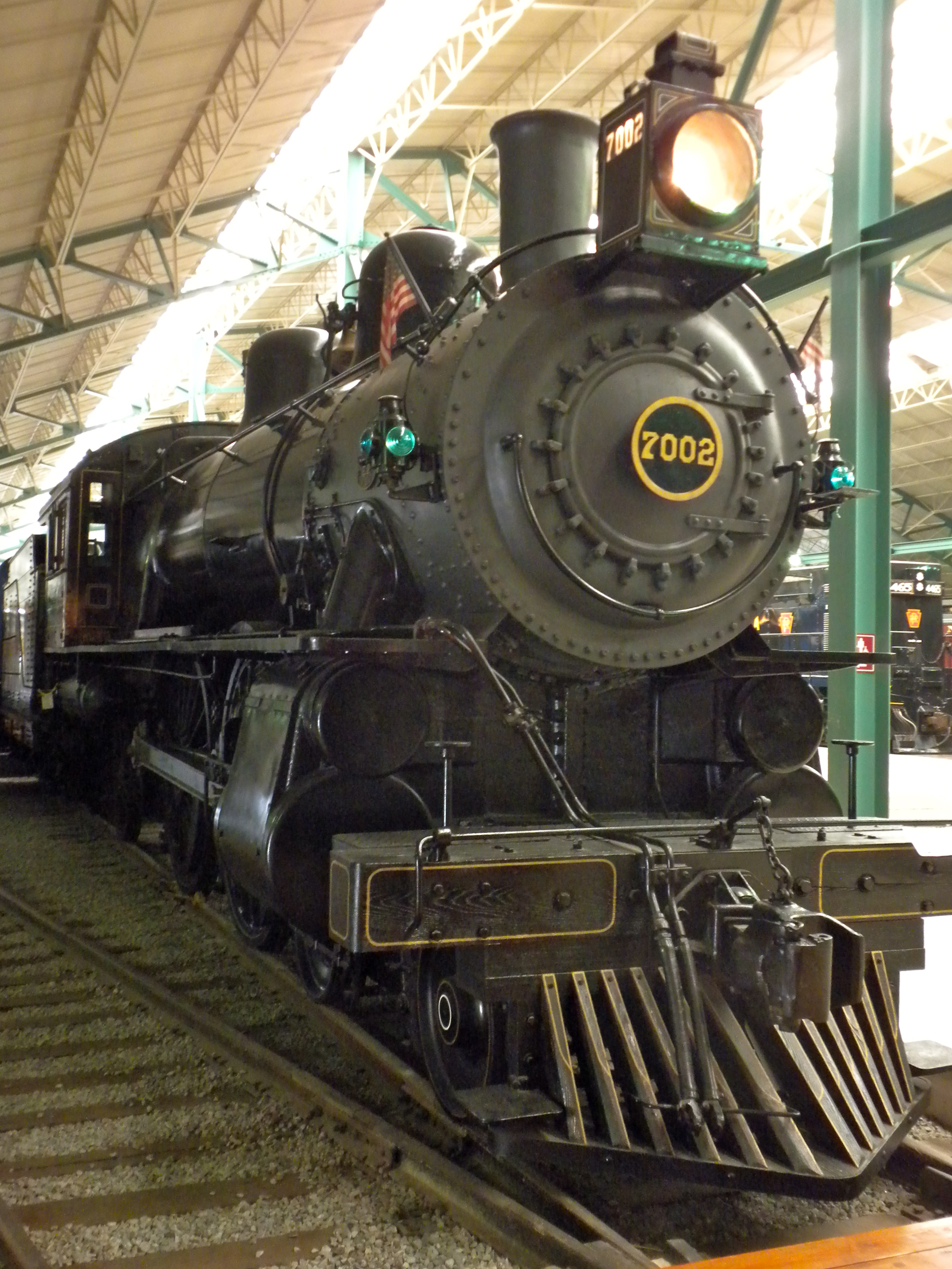
Type E7S (4-4-2), 1902
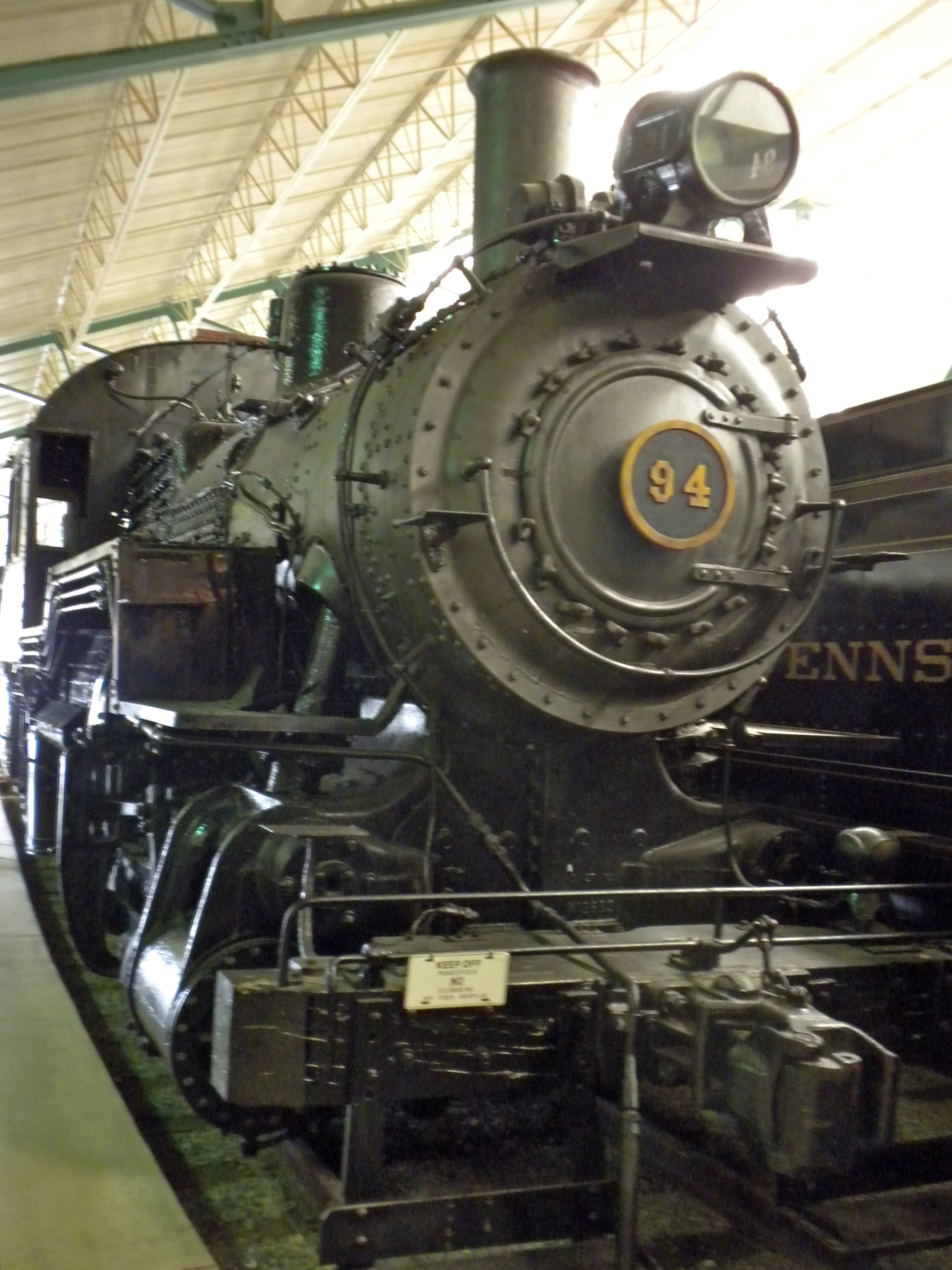
Type A5S (0-4-0), 1917
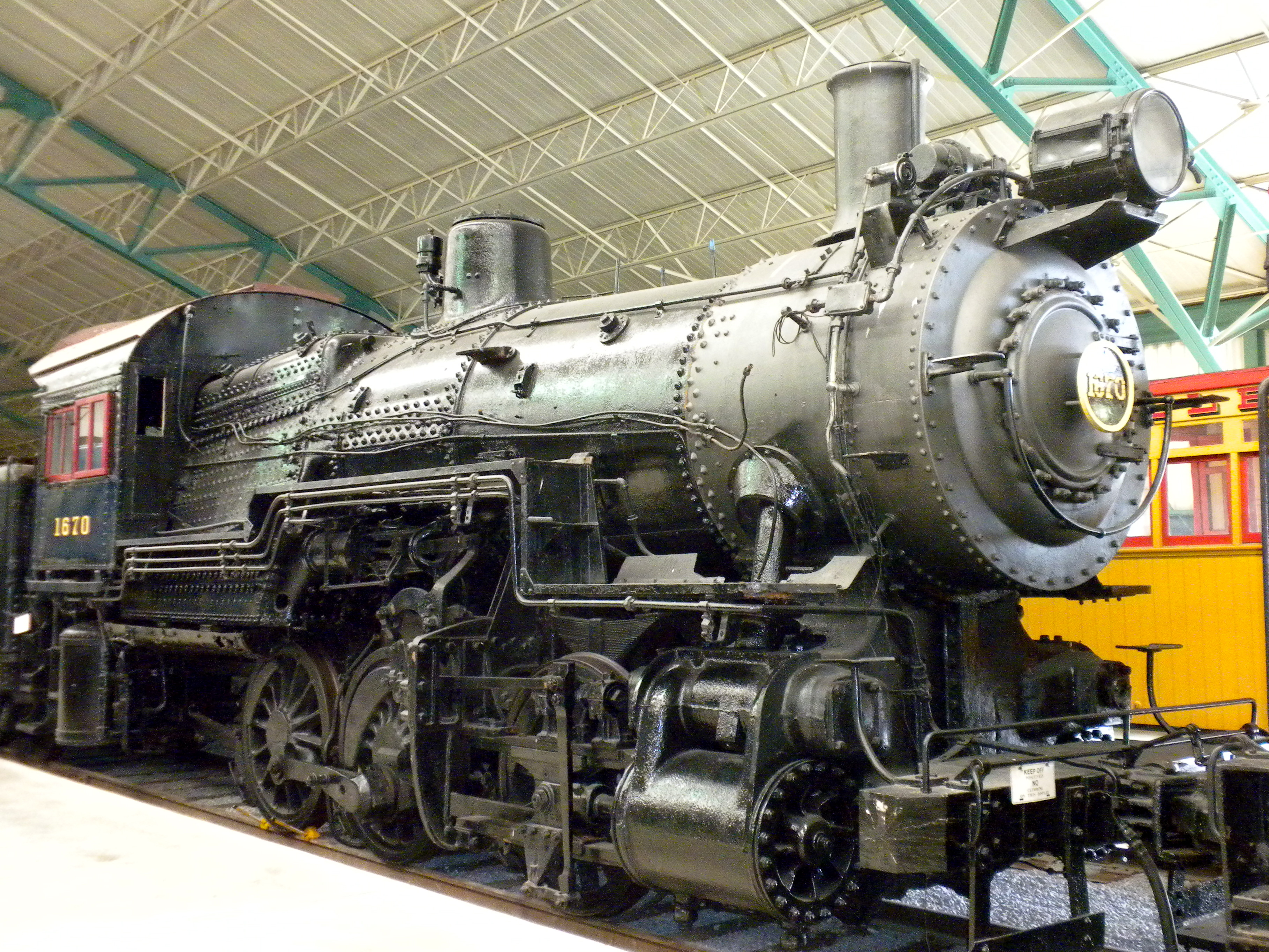
B6SB (0-6-0), 1916
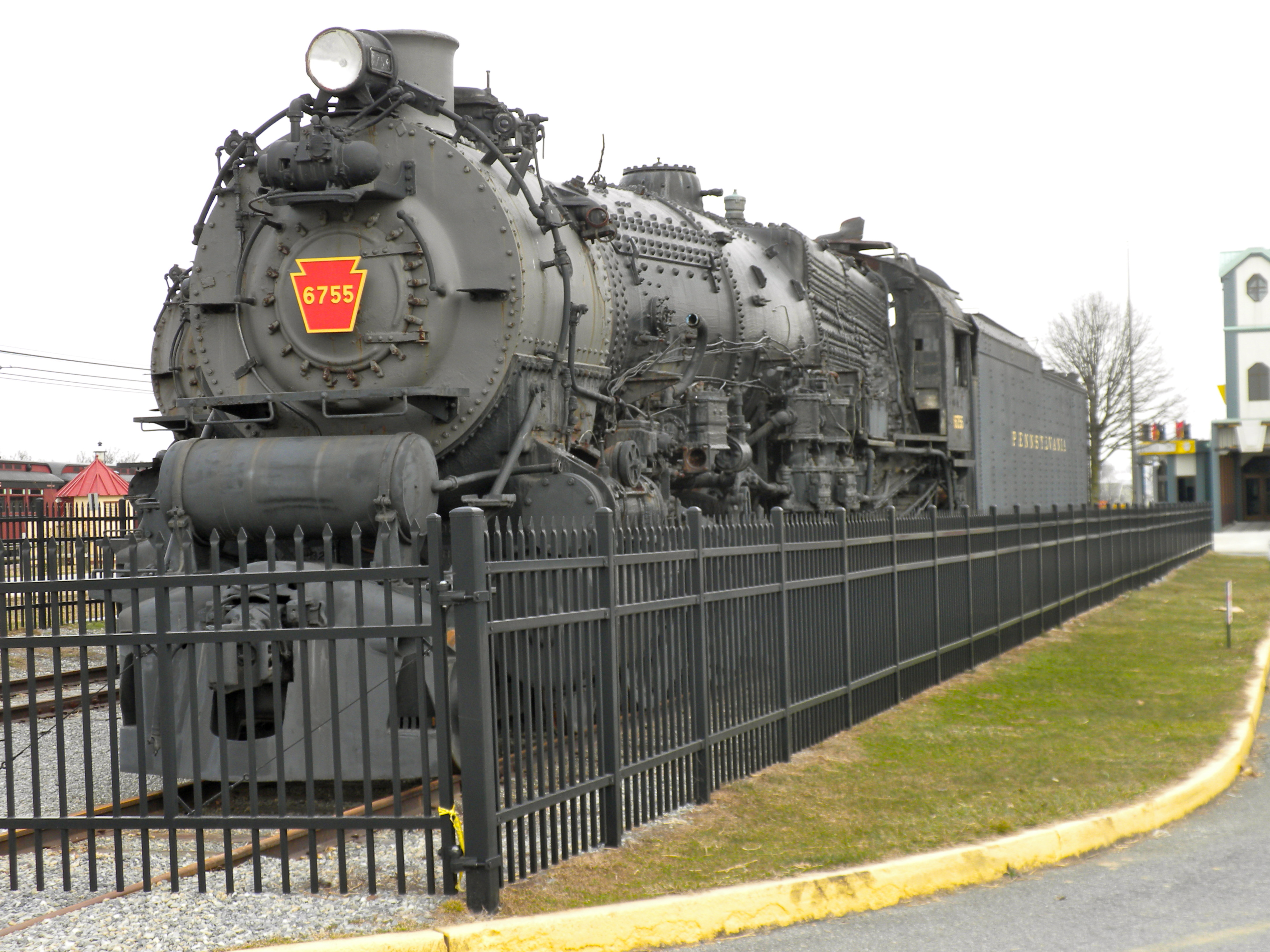
Type M1B (4-8-2), 1930